# 32.º Batallón de Defensa antiaérea
El 32.° Batallón de Defensa antiaérea (31. Flak-Abteilung) fue una unidad antiaérea de la Luftwaffe durante la Segunda Guerra Mundial.

## Historia
Formado el 1 de octubre de 1936 en Oldenburg con 5 baterías. El 1 de octubre de 1937 es redesignado I Grupo/62.° Regimiento de defensa antiaérea.

## Servicios
- 1936–1937: bajo Comandante Antiaéreo Marítimo (VI Comando del Distrito Aéreo).